# Star Wars Forces of Destiny
Star Wars Forces of Destiny is een Amerikaanse 2D animatieserie uit 2017, geproduceerd door Lucasfilm Animation. De serie focust op de vrouwelijke personages uit de Star Wars franchise.

## Rolverdeling
| Acteur                                              | Personage     |
| --------------------------------------------------- | ------------- |
| Ashley Eckstein                                     | Ahsoka Tano   |
| Felicity Jones (seizoen 1) Helen Sander (seizoen 2) | Jyn Erso      |
| Vanessa Marshall                                    | Hera Syndulla |
| Lupita Nyong'o                                      | Maz Kanata    |
| Daisy Ridley                                        | Rey           |
| Toya Sircar                                         | Sabine Wren   |
| Catherine Taber                                     | Padmé Amidala |
| Shelby Young                                        | Leia Organa   |
| Kelly Marie Tran                                    | Rose Tico     |
| Olivia Hack                                         | Qi'ra         |

## Afleveringen
| Seizoen | Seizoen | Afleveringen | Vrijgegeven       | Vrijgegeven        |
| Seizoen | Seizoen | Afleveringen | Eerste aflevering | Laatste aflevering |
| ------- | ------- | ------------ | ----------------- | ------------------ |
|         | 1       | 16           | 3 juli 2017       | 1 november 2017    |
|         | 2       | 16           | 19 maart 2018     | 25 mei 2018        |

### Seizoen 1 (2017)
| Nr | Afl. | Titel                 | Vrijgegeven     |
| -- | ---- | --------------------- | --------------- |
| 1  | 1    | Sands of Jakku        | 3 juli 2017     |
| 2  | 2    | BB-8 Bandits          | 4 juli 2017     |
| 3  | 3    | Ewok Escape           | 5 juli 2017     |
| 4  | 4    | The Padawan Path      | 6 juli 2017     |
| 5  | 5    | Beasts of Echo Base   | 7 juli 2017     |
| 6  | 6    | The Imposter Inside   | 8 juli 2017     |
| 7  | 7    | The Stranger          | 9 juli 2017     |
| 8  | 8    | Bounty of Trouble     | 9 juli 2017     |
| 9  | 9    | Newest Recruit        | 1 oktober 2017  |
| 10 | 10   | Tracker Trouble       | 2 oktober 2017  |
| 11 | 11   | Teach You, I Will     | 3 oktober 2017  |
| 12 | 12   | The Starfighter Stunt | 4 oktober 2017  |
| 13 | 13   | Accidental Allies     | 29 oktober 2017 |
| 14 | 14   | An Imperial Feast     | 30 oktober 2017 |
| 15 | 15   | The Happabore Hazard  | 31 oktober 2017 |
| 16 | 16   | Crash Course          | 1 november 2017 |

### Seizoen 2 (2018)
| Nr | Afl. | Titel                    | Vrijgegeven   |
| -- | ---- | ------------------------ | ------------- |
| 17 | 1    | Hastly Departure         | 19 maart 2018 |
| 18 | 2    | Unexpected Company       | 19 maart 2018 |
| 19 | 3    | Shuttle Shock            | 19 maart 2018 |
| 20 | 4    | Jyn's Trade              | 19 maart 2018 |
| 21 | 5    | Run Rey Run              | 19 maart 2018 |
| 22 | 6    | Bounty Hunted            | 19 maart 2018 |
| 23 | 7    | The Path Ahead           | 19 maart 2018 |
| 24 | 8    | Porg Problems            | 19 maart 2018 |
| 25 | 9    | Chopper and Friends      | 4 mei 2018    |
| 26 | 10   | Monster Misunderstanding | 4 mei 2018    |
| 27 | 11   | Art History              | 4 mei 2018    |
| 28 | 12   | Porgs!                   | 4 mei 2018    |
| 29 | 13   | Perilous Pursuit         | 4 mei 2018    |
| 30 | 14   | Traps and Tribulations   | 4 mei 2018    |
| 31 | 15   | A Disarming Lesson       | 4 mei 2018    |
| 32 | 16   | Triplecross              | 25 mei 2018   |